# Message sequence chart
Den här artikeln handlar om programmeringsspråket MSC. För miljömärket MSC, se Marine Stewardship Council.
MSC, Message Sequence Chart, är ett grafiskt språk för att beskriva sekvenser av händelser i ett distribuerat system. Vanligt förekommande inom telekom-industrin, och i kombination med SDL